# Meinungeria mouensis
Meinungeria mouensis är en bladmossart som beskrevs av Frank.Müll.. Meinungeria mouensis ingår i släktet Meinungeria och familjen Lepidoziaceae.
Artens utbredningsområde är Nya Kaledonien. Inga underarter finns listade i Catalogue of Life.